# Brattøya
Brattøya est une île norvégienne du comté de Hordaland appartenant administrativement à Bømlo.

## Description
Rocheuse et couverte d'une légère végétation, elle s'étend sur environ 887 m de longueur pour une largeur approximative de 556 m.